# Floßmannstraße 8 (München)

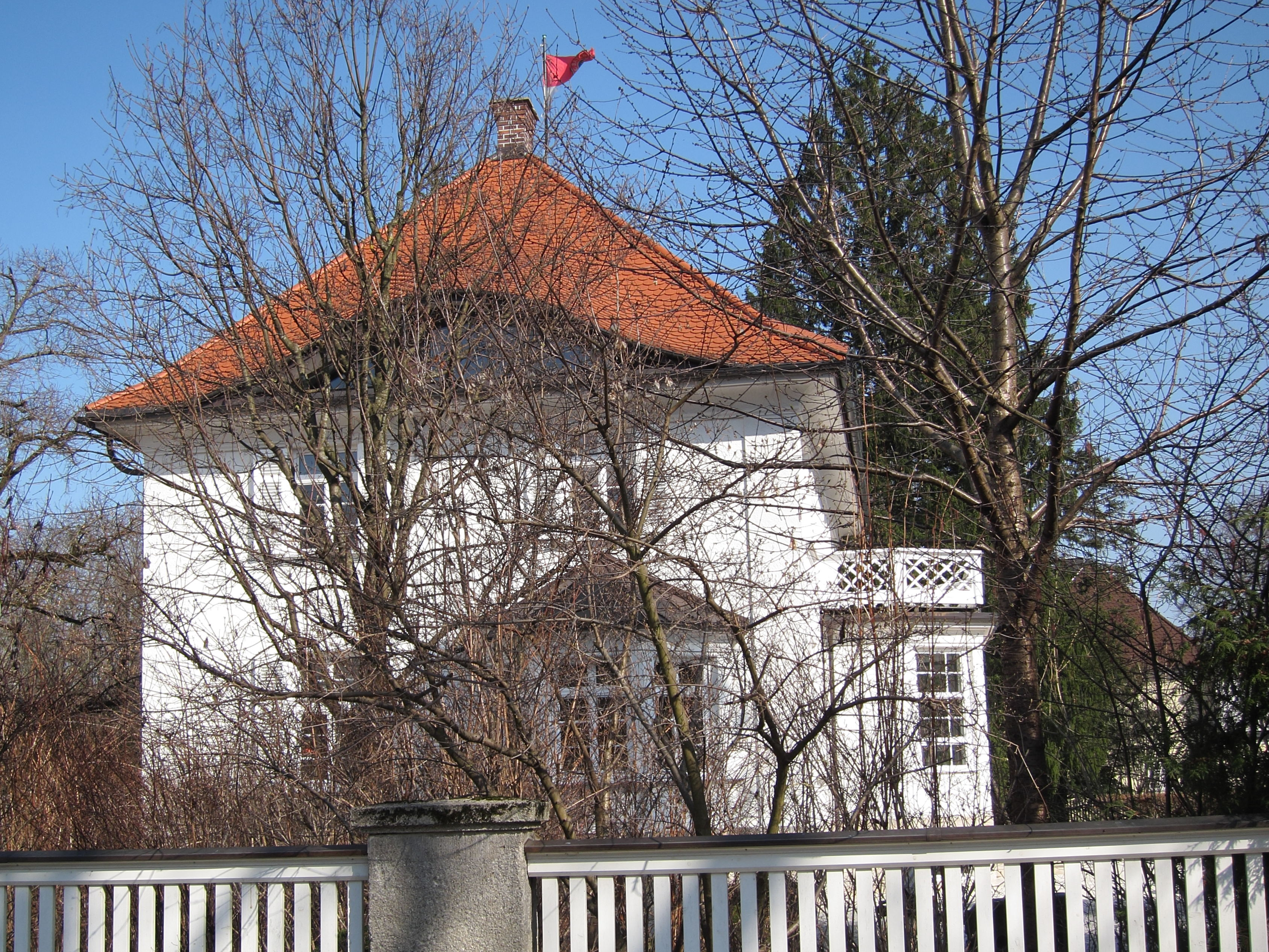
Villa Floßmannstraße 8 im Stadtteil Pasing von München

Das Gebäude Floßmannstraße 8 im Stadtteil Pasing der bayerischen Landeshauptstadt München wurde 1925 errichtet. Die Villa in der Floßmannstraße, die zur Villenkolonie Pasing I gehört, ist ein geschütztes Baudenkmal.
Der zweigeschossige Walmdachbau mit halbrundem Treppenhausrisalit, Balkonveranda und polygonalem Erdgeschosserker besitzt einen erdgeschossigen Garagenanbau mit Pultdach.  
Das Haus hat noch bauzeitliche Teile der Innenausstattung bewahrt, vor allem des Esszimmers mit Vertäfelung und Stuckdecke nach Entwürfen von Ino A. Campbell. Im  Garten sind Plastiken aus Kunststein vorhanden.